# Малинин, Леонид Андреевич
Леонид Андреевич Малинин (1907 — январь 1982) — начальник Управления НКВД по Новосибирской области, генерал-майор (1945).

## Биография
Родился в русской семье. Курьер в почтово-телеграфной конторе Новониколаевска с мая 1919 до марта 1920. Курьер в Сибирском отделении Верховного трибунала ВЦИК, Верховного суда РСФСР с марта 1920 до августа 1923. Рабочий материального склада на станции Новониколаевск с августа 1923 до октября 1925, рабочий 13-го участка службы пути Омской железной дороги с октября 1925 до октября 1927. Окончил железнодорожный техникум в Томске с октября 1927 до мая 1930. Старший техник, инженер в управлении Томской железной дороги с мая 1930 до января 1933. В ВКП(б) с октября 1931 (член ВЛКСМ в 1924—1935).
С января 1933 до октября 1935 в Полномочном представительстве ОГПУ по Западно-Сибирскому краю, УГБ Управления НКВД по Западно-Сибирскому краю. Курсант Центральной школы ГУГБ НКВД СССР с октября 1935 до января 1937. С января 1937 в УГБ Управления НКВД по Западно-Сибирскому краю, Новосибирской области. До апреля 1939 начальник I-го отделения Дорожно-транспортного отдела НКВД Томской железной дороги. С 30 апреля 1939 до января 1941 начальник Дорожно-транспортного отдела НКВД Юго-Западной железной дороги. С января до 28 марта 1941 начальник Управления НКВД по Одесской области, с 15 апреля до августа 1941 начальник Управления НКГБ по Одесской области, с августа до 30 декабря 1941 снова начальник Управления НКВД по Одесской области. С 30 декабря 1941 до 7 мая 1943 начальник Управления НКВД по Новосибирской области, с 7 мая 1943 до 9 октября 1944 начальник Управления НКГБ по Новосибирской области. С 9 октября 1944 до декабря 1945 начальник Управления НКГБ по Тернопольской области. С декабря 1945 до июня 1947 в I-м управлении НКГБ — МГБ СССР. С 19 января 1946 до 27 февраля 1948 заместитель политического советника при Главноначальствующем Советской военной администрации в Германии. С июня 1947 до августа 1948 в Комитете информации при СМ СССР. В июне 1948 его дело рассматривалось судом чести в Комитете информации при СМ СССР.
С августа 1948 до февраля 1949 не работал. С февраля 1949 до февраля 1952 окружной контролёр Юго-Западной железной дороги. С февраля до декабря 1952 начальник Штаба отряда вооружённой охраны Юго-Западной железной дороги. С декабря 1952 до самой смерти в январе 1982 инженер, начальник конторы материально-технического снабжения, инженер-диспетчер УПТК «Мостостроя» № 1 в Киеве.

### Звания
- сержант ГБ, 20.06.1936;
- младший лейтенант ГБ, 22.08.1937;
- старший лейтенант ГБ, 22.06.1939 (произведён из младшего лейтенанта ГБ);
- капитан ГБ, 22.10.1940;
- майор ГБ, 30.12.1941;
- комиссар ГБ, 14.02.1943;
- генерал-майор, 09.07.1945.

### Награды
- орден Красной Звезды, 26.04.1940;[5]
- орден Ленина, 29.12.1941;
- орден Трудового Красного Знамени, 20.09.1943;
- медали.